# Збільшення честі
У геральдиці збільшення (яке часто називають збільшенням честі, а іноді і збільшенням герба) - це модифікація або доповнення герба, яке монарх зазвичай надає як простий знак прихильності або нагороду чи визнання якогось заслуженого вчинку. Наданнянового герба монархами як винагорода - це не збільшення, а скоріше надання герба, і (теоретично) збільшення, помилково надане тому, хто не мав права на герб, було б зневажливим. 

## Правила
Збільшення може бути будь-яким: 
- зміна кольору/металу;
- одавання нових фігур, таких як ініціали, середня фігура, шоломи, корони тощо;
- додавання нових полів;
- додавання невеликих гербів;
- зміни корони, шолома, щитотримачів основи.

Найчастіше в ньому беруть участь глава або чверть, яка містить частину або цілі герби монарха, які він надає вірному васалу. Не всі модифікації герба є примноженням честі. Наприклад, розриви стосуються молодших ліній династії, які виготовляються шляхом додавання лабеля, вигину, бордюру тощо.
Поширеним випадком збільшення честі є французькі міста, що мають на гербах Лу синьому полі три геральдичні лілії, наданих містам, "вірним" королю. Великі предстоятелі ордену святого Іоанна Єрусалимського несли збільшення у главі срібний хрест, відомий як "начальник ордена святого Іоанна Єрусалимського".
Кращі засоби збільшення честі герба залежали від культури та країни. У Франції вдосконалення герба часто йшло через додавання лілії, в Англії - лева, в Росії та в Пруссії - орла.
У Шотландії найчастішим збільшенням честі є додавання подвійної рамки, найбільш впізнаваної частини шотландського королівського герба, наприклад, надана (дещо іронічно) англійським королем Генріхом VIII Томасу Говарду, 2-му герцогу Норфолку (англієць) після його перемоги над шотландцями у битві при Флоддені. Більш добросовісне надання було здійснене королем Карлом II (королем Англії та Шотландії) Вільяму Драммонду, першому віконту Стратхаллану (бл. 1617–1688), шотландському дворянину та роялісту під час громадянської війни. Інші форми збільшення Шотландії були надані, наприклад, серу Олександру Кемпбелу, 1-му баронету, який отримав збільшення "головного срібного поля, зарядженого гірською породою, підписаною Гібралтаром, між двома медалями за Серінгапатама і Талаверу", відзначаючи його участь у Великій облозі Гібралтара.

## Приклади

Томас Говард, 2-й герцог Норфолкський був нагороджений (показаний праворуч) на згадку про Битву біля Флоддена.[2]
Збільшення Томаса Говарда, модифікованою версією королівського герба Шотландії стрілою через левину пащу.
1-й герцог Веллінгтон отримав збільшення честі шляхом надання до герба прапора Великої Британії.[2]
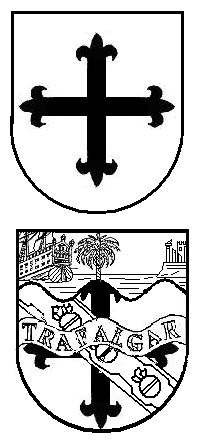
Історичний герб 1-го віконта Нельсона і остаточна версія з усіма його збільшеннями
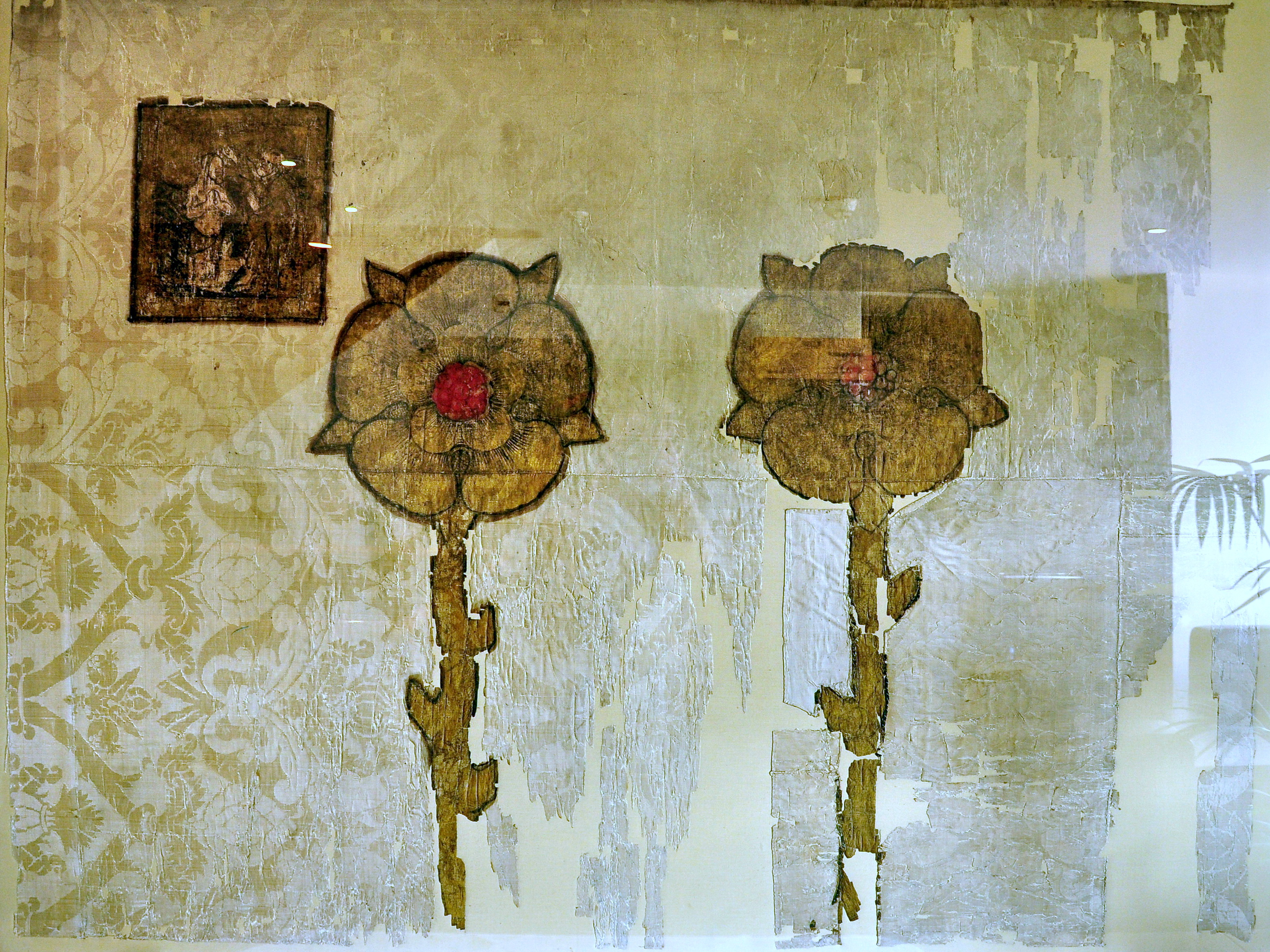
«Юліусбаннер», наданий папою Юлієм II швейцарським кантонам та їхнім сподвижникам, включали збільшення; на фото прапор Рапперсвіля з двома трояндами герба міста, виконаними золотим кольором замість звичного червоного.
Герб Хуана Себастьяна Елькано з земною кулею
Герб Ліону

Імператор Карл V, який також був королем Іспанії, надав Хуану Себастьяну Елькано, вцілілому командиру експедиції Фердинанда Магеллана, яка вперше обігнула світ, збільшення герба, що складається з глобуса світу зі словами Primus Circumedisti me (латинська: "Ви мене вперше обійшли"). Бабуся Карла V Ізабелла I Кастильська додала гранат до свого герба на честь захоплення Гранади.

## Зменшення честі

Герб Пренцлау

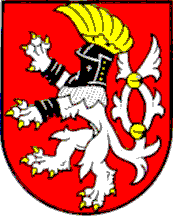
Герб Усті-над-Лабем

На додаток до збільшення честі герба, були також зменшення честі герба. Суверен зміг внести зміни до герба, що мало б зменшити ідеальне значення. Часто це робилося як покарання за непослух міст чи родів. Однією з форм зменшення честі було надягання шолома на голову геральдичних тварин ("з забралом"). Так сталося в міському гербі Пренцлау за вказівкою курфюрста Бранденбурга, який мав бранденбурзького орла, оснащеного шоломом, оскільки громадяни міста відкрили ворота для Поморських військ 1425 року. Богемський лев в міському гербі Ауссіге (сьогодні Усті-над-Лабем) був замаскований в якості покарання, тому що населення мавГусити взяли.